# Бул ер
„Бул Ер“ (изписвана на латински: BUL Air или Bul Air) е чартърна авиокомпания със седалище в София, България.

## История
Авиокомпания с подобното име „Булер“ (Bulair) е основана през 1954 г. като изцяло държавно предприятие. По-късно вследствие от сливането му с ТАБСО е основана авиокомпания „Балкан“.
През 2015 г. BUL Air е възродена от сегашния национален превозвач „България Ер“.
BUL Air извършва предимно чартърни полети с летовници до Българското Черноморие, както и ACMI услуги за други авиокомпании.

## Флот
През април 2017 година флотът на Bul Air се състои от 6 самолета на средна възраст от 22,2 години.
| Тип самолет | В услуга | Капацитет | Бележки |
| ----------- | -------- | --------- | --- |
| В737-300    | 3 (7)    | 148       | LZ-BVL, LZ-BVM (на мокър лизинг в Ellinair) Регистрации: LZ-BOO; LZ-BOT; LZ-BVL; LZ-BVM; LZ-BVN; LZ-BVR, LZ-BVS, LZ-BVU, LZ-BVT |